# Yiriza

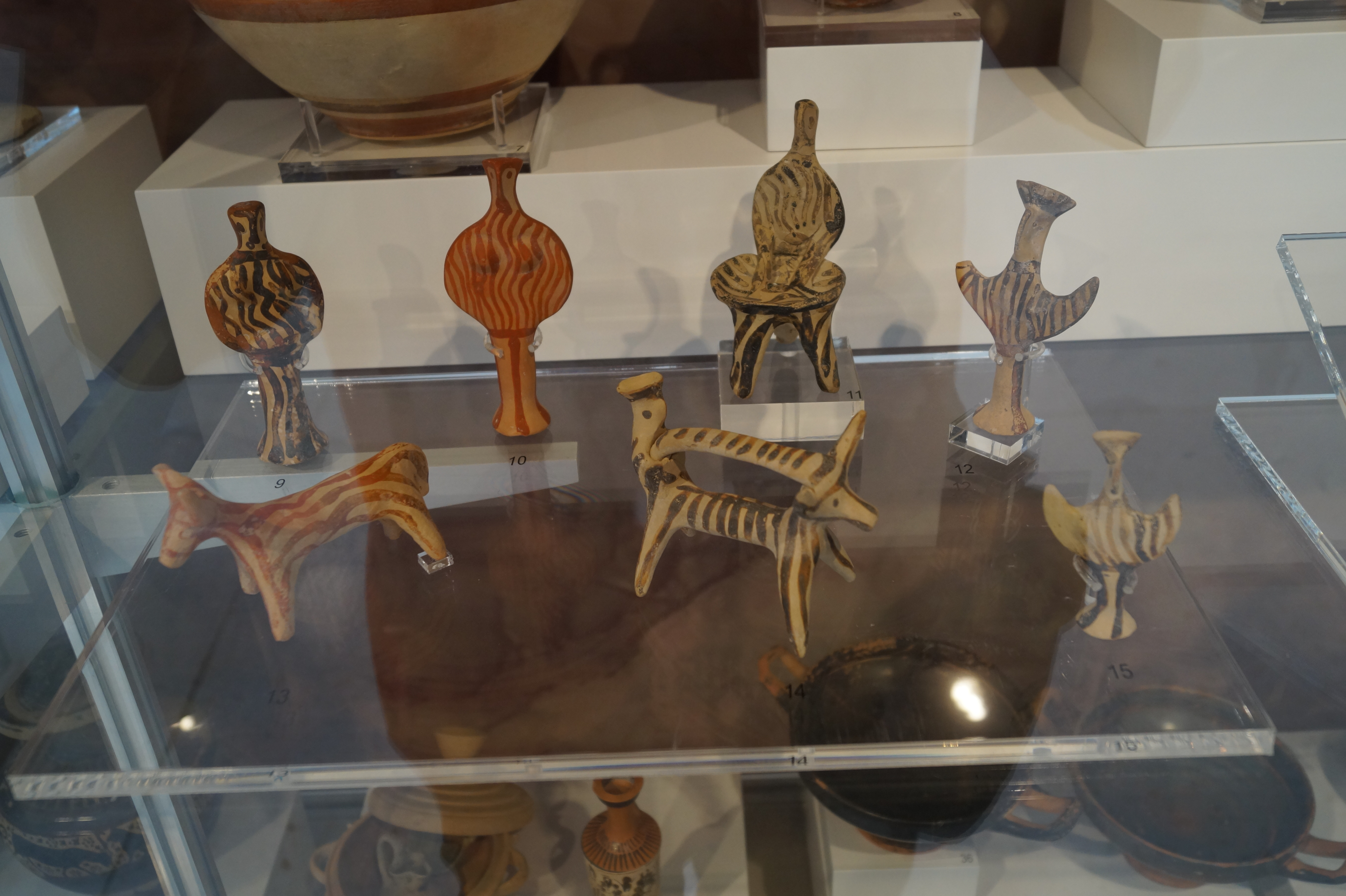
Figuren vom mykenischen Friedhof bei Yiriza.

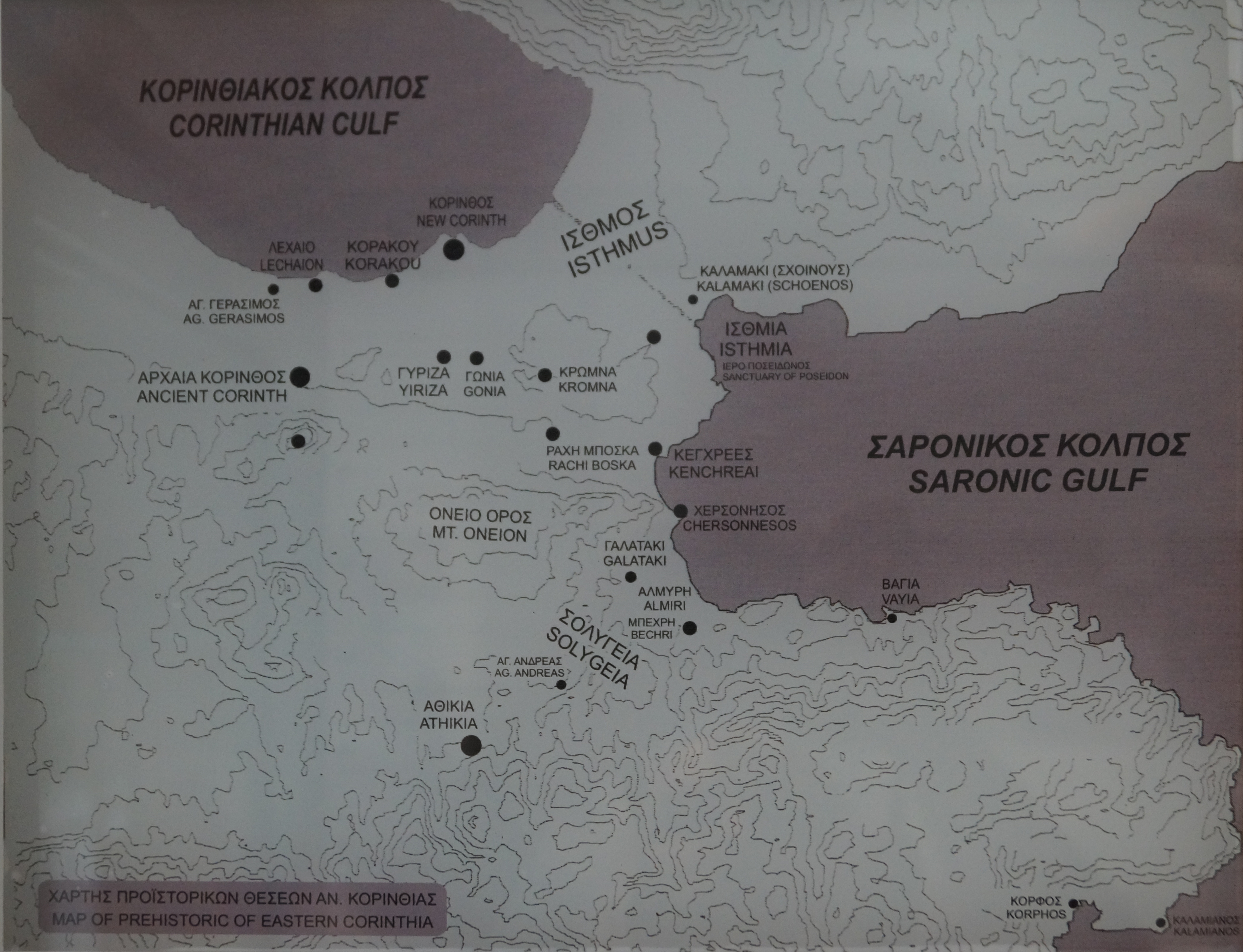
Lage von Yiriza (Gyriza).

Yiriza (griechisch Γύριζα Gýriza) ist eine archäologische Stätte auf dem gleichnamigen Plateau in der Korinthia in Griechenland. Die vorgeschichtlichen Funde stammen aus dem Frühhelladikum und der Mykenischen Zeit. Etwa 400 m östlich befindet sich die archäologische Stätte Gonia und etwa 100 m östlich und etwa 150 m südwestlich der Kirche Agios Athanasios fand man mykenische Kammergräber.

## Beschreibung der Stätte
Das Kalksteinplateau liegt 1 km nördlich von Examilia und 3,5 km östlich von Archea Korinthos. Es hat in etwa die Form eines Rechtecks von etwa 90 auf 80 Meter. Yiriza erhebt sich etwa 20 m über die Ebene und auf allen Seiten fällt das Gelände etwa 2 bis 3 m steil ab und der Kalkstein liegt hier frei. Unterhalb ist es auf allen Seiten von einer flachen Böschung umgeben.

## Ausgrabungen
Bei Versuchsgrabungen auf dem Plateau fand Carl Blegen 1916 eine kleine frühhelladische Siedlung. Bei diesen Ausgrabungen fand er fünf Spulen oder Pistillen aus buntem Marmor und frühhelladische und frühkykladische Haushaltsgeräte und mehrere Askoi. Am westlichen Abhang fand man mykenische Kammergräber. 1979 wurde bei illegaler Bautätigkeit 100 m östlich von Gyriza ein weiterer mykenischer Friedhof entdeckt, der vermutlich zur mykenischen Siedlung auf dem Gonia-Plateau gehörte. Bei einer Notgrabung wurden die Funde gesichert, der Grabungsbericht wurde jedoch bisher noch nicht veröffentlicht. Details wurden nur zu drei Siegelsteinen aus Grab 1 bekannt gegeben. Die Gräber, die in den weichen Fels gegraben wurden, verfügen über einen Dromos, einen Eingang und eine Grabkammer. Sie stammen aus der Frühmykenischen (SH IIA–IIB; 16.–15. Jahrhundert v. Chr.) bis zur Mittelmykenischen Zeit (SH IIIB; 13. Jahrhundert v. Chr.). Die Funde bestehen hauptsächlich aus Keramikgefäßen von hoher Qualität und verschiedenen Typen von Figuren. Sie sind im Archäologischen Museum von Isthmia ausgestellt.